# Guglielmo VIII d'Alvernia
Guglielmo d'Alvernia (seconda metà dell'XI secolo – 1182) fu conte d'Alvernia dal 1155 fino alla sua morte.

## Origine
Guglielmo fu il figlio secondogenito del Conte d'Alvernia e conte di Velay, Guglielmo VI e di Emma di Altavilla (1063 – 1119), la figlia del primo conte di Sicilia Ruggero il Normanno e della prima moglie Giuditta d'Evreux, ma, secondo lo storico, chierico, canonista e bibliotecario francese, Étienne Baluze, Emma di Altavilla (o di Sicilia) aveva sposato il conte di Chiaramonte e non il conte d'Alvernia, Guglielmo VI; infine, secondo le Europäische Stammtafeln, vol III, 732 (non consultate), la moglie di Guglielmo era Emma, figlia di Guglielmo d'Evreux, la zia materna di Emma di Altavilla, anche se la cosa è cronologicamente quasi impossibile.
Guglielmo VI era il figlio secondogenito, ma, secondo il Baluze, unico maschio del Conte d'Alvernia e conte di Gévaudan, Roberto II e di Giuditta di Melgueil (?- dopo il 30 aprile 1096), la figlia di Raimondo [I] Conte de Melgueil e di Beatrice di Poitiers, ma che, secondo il Baluze era la sorella di Raimondo [I] Conte de Melgueil e quindi era la figlia di Pierre, Conte de Melgueil e di Adelmodia.

## Biografia
Di Guglielmo si hanno scarse informazioni. Il Baluze lo cita nel Histoire généalogique de la maison d'Auvergne, tome 2 per una donazione, di cui non si conosce la data, della nonna, Giuditta di Melgueil, dopo la morte del marito Roberto II (1096), in quanto è associata nella donazione al figlio, Guglielmo VI ed ai nipoti, RobertoRoberto (III) e Guglielmo (VIII) e la figlia Giuditta.
Alla morte del padre, Guglielmo VI, secondo il Baluze, il figlio primogenito, suo fratello, Roberto, nel 1036, gli succedette a nel titolo di Conte d'Alvernia, Roberto III.
Guglielmo viene citato, assieme al nipote, Guglielmo (VII) dal Baluze nel Histoire généalogique de la maison d'Auvergne, tome 2 per una donazione, di cui non si conosce la data esatta, fatta dal fratello, Roberto III al monastero di Sauxillanges, in suffragio delle anime dei genitori, il padre, Guglielmo VI e la madre (Emma).
Suo fratello, Roberto III morì nel 1145, come ci conferma un documento di quello stesso anno dell Histoire généalogique de la maison d'Auvergne, tome 2 dove ci ricorda che il suo successore, Guglielmo, figlio di Roberto III in quell'anno, risultava (Guglielmo VII) conte d'Alvernia.
Nel 1147, Guglielmo fu al seguito del re di Francia, Luigi VII, in Terra santa.
Dopo che il nipote, Guglielmo VII aveva fatto ritorno dalla seconda crociata (nel 1147, Guglielmo VII era stato al seguito del re di Francia, Luigi VII, in Terra santa), Guglielmo lo attaccò e con la forza gli sottrasse gran parte dei territori della contea; Guglielmo VII si appellò al re di Francia, Luigi VII, che appoggiò lo zio, che dal 1155, si fregiò del titolo di conte d'Alvernia, Guglielmo VIII detto il Vecchio; Guglielmo VII mantenne il titolo di conte d'Alvernia sui territori a lui rimasti, con l'appoggio del suo signore, il duca d'Aquitania e re d'Inghilterra, Enrico II; quella porzione di contea costituirà un feudo che assumerà la denominazione di delfinato d'Alvernia.
Nel 1168, Enrico II entrò in armi in Alvernia, già da quello stesso anno quando viene citato il conte d'Alvernia, si fa riferimento allo zio Guglielmo VIII.
Una lettera, non datata, del canonico della chiesa di Clermont al re di Francia, Luigi VII, cita quale conte d'Alvernia Guglielmo VIII, unitamente al figlio, Roberto (Willelmi maioris natu comitis atque filii eius Roberti).
Il nipote, Guglielmo VII morì poco dopo, nel 1169, e lasciò la parte della contea da lui controllata, che prese il nome di delfinato d'Alvernia, al figlio primogenito, Delfino, che non prese il titolo di conte d'Alvernia.
Mentre il nipote, Guglielmo VII e poi il suo successore, Delfino, si appoggiarono sempre più al re d'Inghilterra, Enrico II, rifugiandosi anche in Normandia, Guglielmo VIII si appoggiò a Luigi VII, re di Francia, che lo aiutò ad evitare la scomunica di papa Alessandro III, per contrasti con l'arcivescovo di Clermont.
Guglielmo VIII morì nel 1182 e gli succedette il figlio primogenito, Roberto.

## Matrimonio e discendenza
Guglielmo aveva sposato Anna di Nevers che la Chronica Albrici Monachi Trium Fontium cita come madre di Roberto e sorella di Rinaldo di Nevers, figlia del Conte di Nevers, Guglielmo II e della moglie, Adelaide; da Anna, Guglielmo ebbe quattro figli:
- Roberto († 1194), conte d'Alvernia[20]
- Guglielmo († 1219), prevosto della cattedrale di Clermont e della chiesa di Brioude[20]
- Giuditta, che sposò Beraud III Signore di Mercœur (Judith d'Auvergne espousa Beraud sire de Mercoer avant l'an 1163)[21]
- Agnese († dopo il 1195), che sposò Ugo II, conte di Rodez, figlio di Ugo I, conte di Rodez ed Ermengarda di Creissels, come confermato da Extract du cartulaire de l'abbaye de Conques en Rouergue, datato 1195[22].

## Ascendenza
|                           |                       |                        | Genitori               |  |  | Nonni |  |  | Bisnonni               |  |  | Trisnonni            |  |
|                           |                       |                        |                        |  |  |       |  |  | Guglielmo V d'Alvernia |  |  | Roberto I d'Alvernia |  |
|                           |                       |                        |                        |  |  |       |  |  | Guglielmo V d'Alvernia |  |  | Roberto I d'Alvernia |  |
|                           |                       | Ermengarda d'Avignone  |                        |  |  |       |  |  | Guglielmo V d'Alvernia |  |  |                      |  |
| Roberto II d'Alvernia     |                       |                        |                        |  |  |       |  |  | Guglielmo V d'Alvernia |  |  |                      |  |
|                           |                       | Filippa di Gévaudan    | Stefano di Gévaudan    |  |  |       |  |  |                        |  |  |                      |  |
|                           |                       | Filippa di Gévaudan    | Stefano di Gévaudan    |  |  |       |  |  |                        |  |  |                      |  |
|                           |                       | Filippa di Gévaudan    | …                      |  |  |       |  |  |                        |  |  |                      |  |
| Guglielmo VI d'Alvernia   |                       | Filippa di Gévaudan    |                        |  |  |       |  |  |                        |  |  |                      |  |
|                           |                       | Raimondo I di Melgueil | …                      |  |  |       |  |  |                        |  |  |                      |  |
|                           |                       | Raimondo I di Melgueil | …                      |  |  |       |  |  |                        |  |  |                      |  |
|                           |                       | Raimondo I di Melgueil | …                      |  |  |       |  |  |                        |  |  |                      |  |
| Giuditta di Melgueil      |                       | Raimondo I di Melgueil |                        |  |  |       |  |  |                        |  |  |                      |  |
|                           |                       | Beatrice di Poitiers   | …                      |  |  |       |  |  |                        |  |  |                      |  |
|                           |                       | Beatrice di Poitiers   | …                      |  |  |       |  |  |                        |  |  |                      |  |
|                           |                       | Beatrice di Poitiers   | …                      |  |  |       |  |  |                        |  |  |                      |  |
| Guglielmo VIII d'Alvernia |                       | Beatrice di Poitiers   |                        |  |  |       |  |  |                        |  |  |                      |  |
|                           | Ruggero II di Sicilia | Ruggero I di Sicilia   |                        |  |  |       |  |  |                        |  |  |                      |  |
|                           | Ruggero II di Sicilia | Ruggero I di Sicilia   |                        |  |  |       |  |  |                        |  |  |                      |  |
|                           | Ruggero II di Sicilia | Adelasia del Vasto     |                        |  |  |       |  |  |                        |  |  |                      |  |
| Guglielmo I di Sicilia    | Ruggero II di Sicilia |                        |                        |  |  |       |  |  |                        |  |  |                      |  |
|                           |                       | Elvira di Castiglia    | Alfonso VI di León     |  |  |       |  |  |                        |  |  |                      |  |
|                           |                       | Elvira di Castiglia    | Alfonso VI di León     |  |  |       |  |  |                        |  |  |                      |  |
|                           |                       | Elvira di Castiglia    | Zaida di Siviglia      |  |  |       |  |  |                        |  |  |                      |  |
| Emma d'Altavilla          |                       | Elvira di Castiglia    |                        |  |  |       |  |  |                        |  |  |                      |  |
|                           |                       | Guglielmo d'Evreux     | Riccardo d'Évreux      |  |  |       |  |  |                        |  |  |                      |  |
|                           |                       | Guglielmo d'Evreux     | Riccardo d'Évreux      |  |  |       |  |  |                        |  |  |                      |  |
|                           |                       | Guglielmo d'Evreux     | Codechilde di Conches  |  |  |       |  |  |                        |  |  |                      |  |
| Giuditta d'Evreux         |                       | Guglielmo d'Evreux     |                        |  |  |       |  |  |                        |  |  |                      |  |
|                           |                       | Helvisa di Nevers      | Guglielmo di Nevers    |  |  |       |  |  |                        |  |  |                      |  |
|                           |                       | Helvisa di Nevers      | Guglielmo di Nevers    |  |  |       |  |  |                        |  |  |                      |  |
|                           |                       | Helvisa di Nevers      | Ermengarda di Tonnerre |  |  |       |  |  |                        |  |  |                      |  |
|                           |                       | Helvisa di Nevers      |                        |  |  |       |  |  |                        |  |  |                      |  |

### Fonti primarie
- (LA)  Baluze, Preuves de l'Histoire généalogique de la maison d'Auvergne, tome 2.
- (LA)  Preuves de l'Histoire généalogique de la maison d'Auvergne.
- (LA)  Monumenta Germaniae Historica, Scriptores, tomus XXIII.
- (LA)  Justel, Histoire généalogique de la maison d'Auvergne.

### Letteratura storiografica
- Louis Alphen, La Francia Luigi VI e Luigi VII (1108-1180), in «Storia del mondo medievale», vol. V, 1980, pp. 770–806
- (FR)  Baluze, Histoire généalogique de la maison d'Auvergne, tome 1 .